# La Celle, Var
La Celle är en kommun i departementet Var i regionen Provence-Alpes-Côte d'Azur i sydöstra Frankrike. Kommunen ligger i kantonen Brignoles som tillhör arrondissementet Brignoles. År 2022 hade La Celle 1 647 invånare.

## Befolkningsutveckling
Antalet invånare i kommunen La Celle
| Referens: INSEE |